# Skidegate Inlet

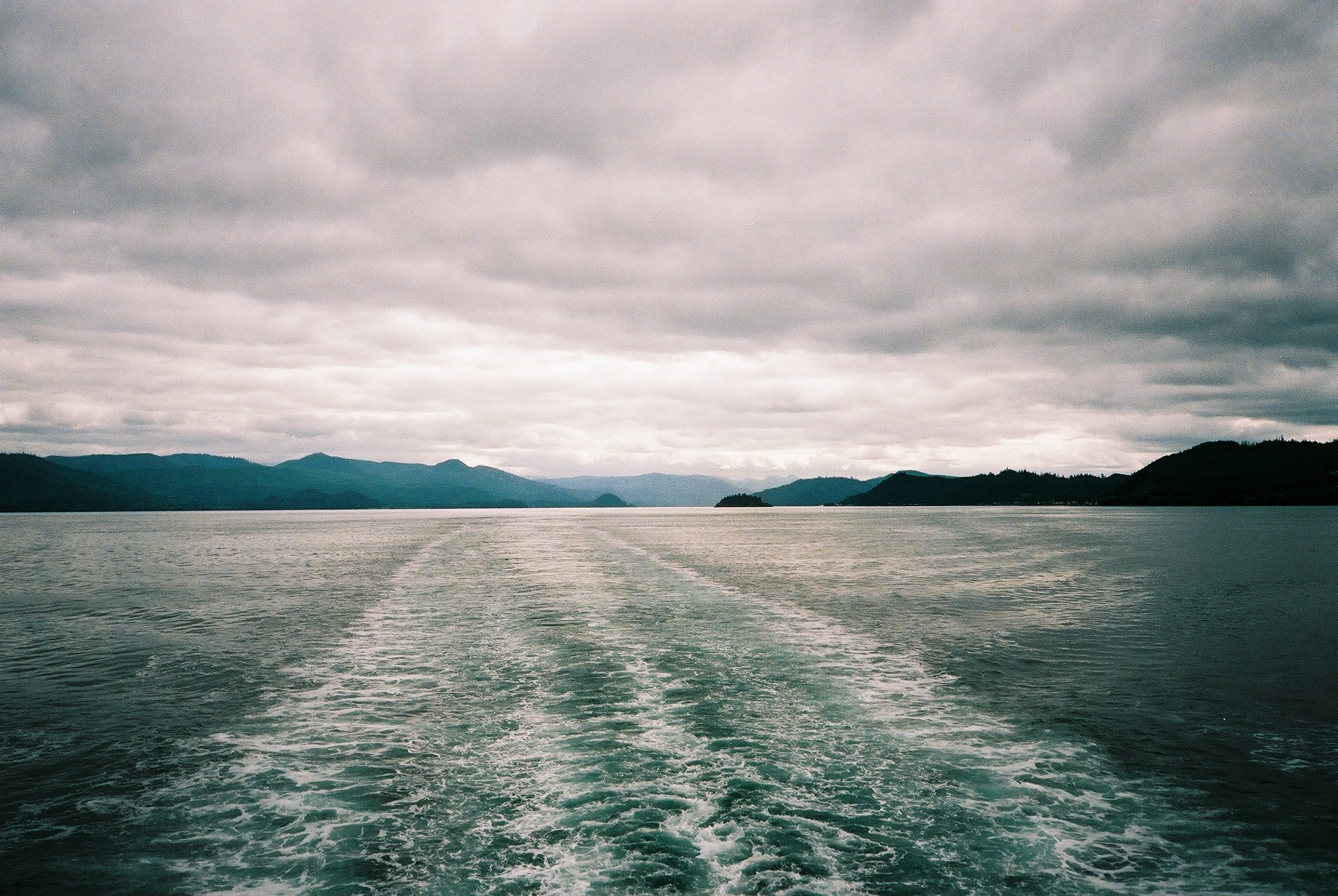
Skidegate Inlet gezien vanuit het oosten

De Skidegate Inlet is een inham in het westen van Brits-Columbia in Canada.

## Geografie
De inham ligt in de eilandengroep Haida Gwaii en is de meest oostelijke van een reeks waterwegen tussen Grahameiland in het noorden en van Moresby Island in het zuiden. In het oosten sluit het waterlichaam aan op de Hecate Strait, in het westen op het Skidegate Channel. De inham ligt ten zuidoosten van Grahameiland met aan de kust de plaatsen Daajing Giids en Skidegate. De inham ligt ten noordoosten van Moresby Island met aan de kust de plaats Sandspit. In de inham ligt Maude Island.
Het waterlichaam ligt in de mariene ecoregio Noord-Amerikaans Pacifisch Fjordland.

## Geschiedenis
De naam is afgeleid van die van het dorp, dat zijn naam ontleent aan een van de erfelijke opperhoofden daar, Chief Skidegate, wiens hoofdnaam "rode verfsteen" betekent.